# Eugene Pallette
Eugene Pallette (ur. 8 lipca 1889, zm. 3 września 1954) – amerykański aktor filmowy.

## Filmografia
- 1913: The Tattooed Arm jako Jim Halliday
- 1915: Narodziny narodu jako żołnierz Unii (niewymieniony w czołówce)
- 1916: Nietolerancja jako Prosper Latour
- 1917: The Marcellini Millions jako Pan Murray
- 1918: Tarzan wśród małp
- 1921: Trzej muszkieterowie jako Aramis
- 1922: Dwa rodzaje kobiety jako Stary Carson
- 1923: Dziesięcioro przykazań jako izraelicki niewolnik (niewymieniony w czołówce)
- 1927: The Second Hundred Years jako gospodarz kolacji (niewymieniony w czołówce)
- 1928: Out of the Ruins jako Volange
- 1928: Światła Nowego Jorku jako Gene
- 1932: Szanghaj Ekspres jako Sam Salt
- 1935: Upiór na sprzedaż jako Joseph J. Martin
- 1936: Mój pan mąż jako Alexander Bullock
- 1937: Niewidzialne małżeństwo jako Casey
- 1937: Ich stu i ona jedna jako pan John R. Frost
- 1938: Przygody Robin Hooda jako braciszek Tuck
- 1938: Przygoda we dwoje jako Mr. Stevens
- 1939: Pan Smith jedzie do Waszyngtonu jako Chick McGann
- 1940: Znak Zorro jako ojciec Felipe
- 1941: Lady Eve jako Horace Pike
- 1942: Historia jednego fraka jako Luther
- 1943: Slightly Dangerous jako Durstin
- 1943: Niebiosa mogą zaczekać jako E.F. Strable
- 1943: The Kansan jako Tom Waggoner
- 1946: Suspense jako Harry Wheeler

## Wyróżnienia
Posiada swoją gwiazdę na Hollywoodzkiej Alei Gwiazd.